# Cabanillas
Cabanillas é um município da Espanha
na província e comunidade autónoma de Navarra. Tem 35,66 km² de área e em 2021 tinha 1 335 habitantes (densidade: 37,4 hab./km²).

## Demografia
| Variação demográfica do município entre 1991 e 2004 | Variação demográfica do município entre 1991 e 2004 | Variação demográfica do município entre 1991 e 2004 | Variação demográfica do município entre 1991 e 2004 |
| --------------------------------------------------- | --------------------------------------------------- | --------------------------------------------------- | --------------------------------------------------- |
| 1991                                                | 1996                                                | 2001                                                | 2004                                                |
| 1426                                                | 1464                                                | 1485                                                | 1608                                                |